# Claudia
Claudia  è un nome proprio di persona italiano femminile.

## Varianti
- Femminili: Clodia
  - Alterati: Claudina, Claudiona
- Maschili: Claudio[1][3][4]

### Varianti in altre lingue
- Albanese: Klaudja
- Bulgaro: Клавдия (Klavdija)[2]
- Catalano: Clàudia
- Ceco: Klaudie[2]
- Croato: Klaudija[2]
- Francese: Claude[2], Claudie[2]
  - Alterati: Claudine[2], Claudette[2]
- Gallese: Gladys
- Inglese: Claudia[2]
- Latino: Claudia[2]
- Olandese: Claudia[2]
- Polacco: Klaudia[2]
- Portoghese: Cláudia[2]
- Rumeno: Claudia[2]
- Russo: Клавдия (Klavdija)[2]
  - Ipocoristici: Клава (Klava)[2]
- Slovacco: Klaudia[2]
- Sloveno: Klavdija[2]
- Spagnolo: Claudia[2]
- Svedese: Claudia
- Tedesco: Claudia[2], Klaudia
- Ucraino: Клавдія (Klavdija)[2]
- Ungherese: Klaudia

## Origine e diffusione
È la forma femminile del cognomen romano Claudius, tipico della nobile gens Claudia. Etimologicamente, alcune fonti ipotizzano una connessione al sabino clausus ("illustre", "famoso"), per altre fonti potrebbe risalire al latino claudus, che vuol dire "zoppo", "claudicante", "storpio".
Sebbene sia presente nel Nuovo Testamento (una donna di nome Claudia è citata da Paolo nella sua seconda lettera a Timoteo, 4:21), non si diffuse in ambienti cristiani se non dopo il XVI secolo. In Italia Claudia è stato particolarmente in voga negli anni 1980: infatti è costantemente fra i primi venti nomi più usati per le neonate dal 1980 fino al 1988.
A Claudia viene ricondotto, da alcune fonti, il nome gallese Gladys.

## Onomastico
L'onomastico si può festeggiare in memoria di più sante, alle date seguenti:
- 2 gennaio, santa Claudia, martire in Etiopia[9]
- 3 febbraio, santa Claudine Thévenet, fondatrice delle Religiose di Gesù-Maria[10]
- 20 marzo, santa Claudia, martire con altre compagne ad Amiso sotto Massimino Daia[11]
- 29 marzo, santa Gladys, chiamata anche Claudia, regina e madre di Cadog Ddoeth[9]
- 18 maggio, santa Claudia, religiosa, martire ad Ancira sotto Diocleziano[9]
- 7 agosto, santa Claudia, figlia di re Carataco dei Britanni, madre delle sante Prassede e Pudenziana[9]
- 28 dicembre, beata Claudia Weinhardt, religiosa clarissa di Bressanone[9]

## Persone

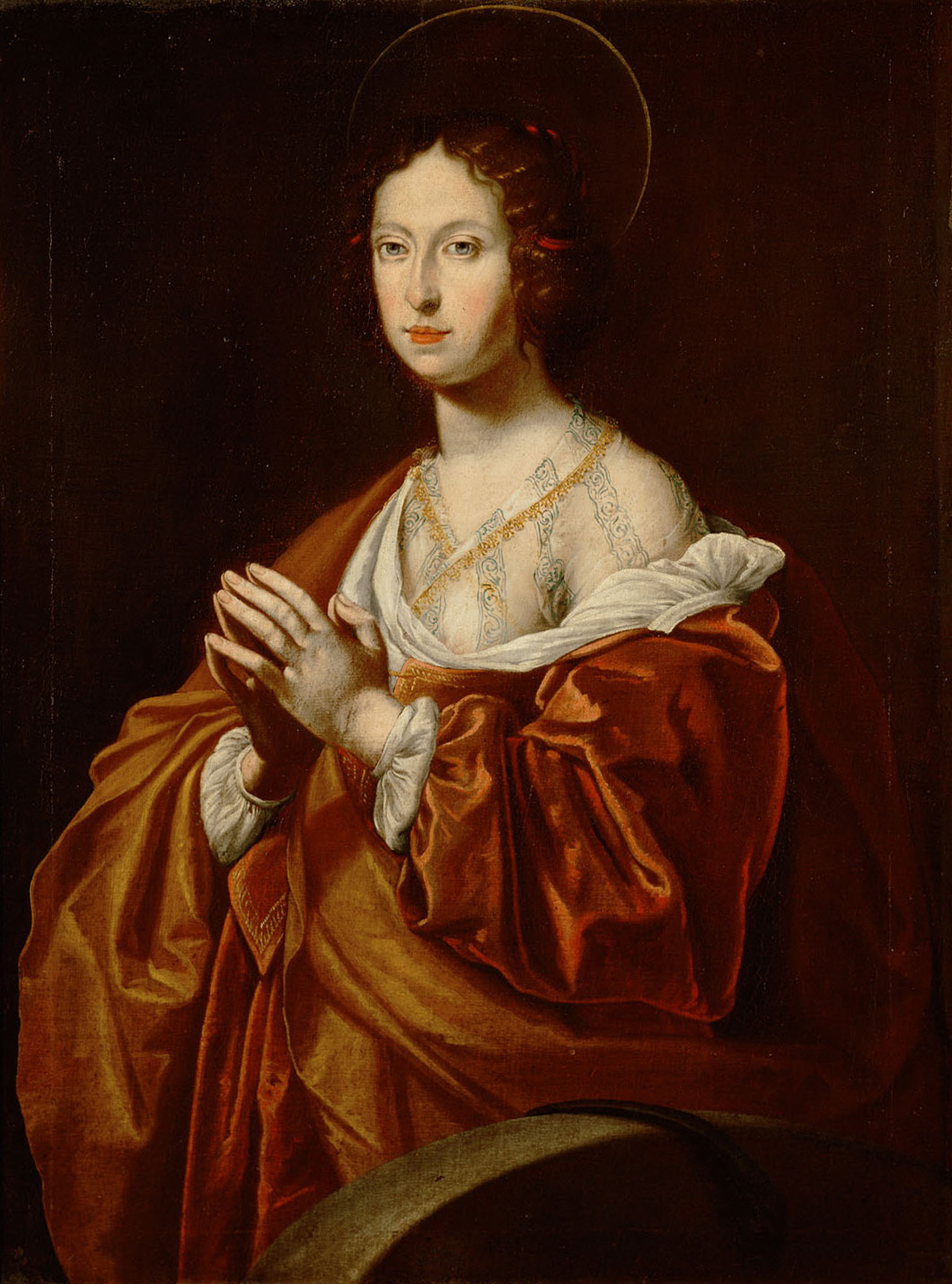
Claudia de' Medici

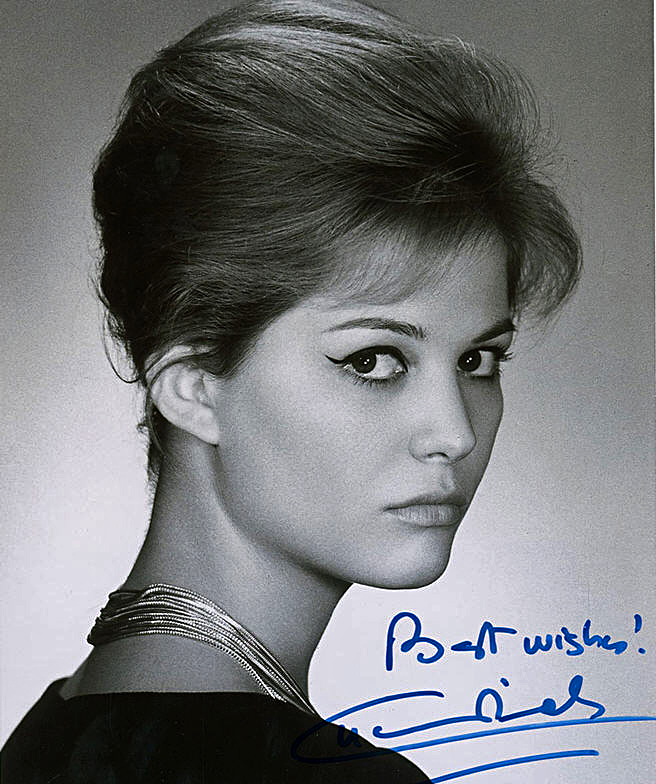
Claudia Cardinale

- Claudia Antonia, figlia dell'imperatore romano Claudio
- Claudia Atte, liberta romana, prediletta dell'imperatore Nerone
- Claudia Ottavia, figlia dell'imperatore Claudio e moglie di Nerone
- Claudia di Francia, duchessa di Bretagna e regina di Francia
- Claudia Baccarini, supercentenaria italiana
- Claudia Cardinale, attrice italiana
- Claudia Catani, doppiatrice e direttrice del doppiaggio italiana
- Claudia de' Medici, arciduchessa d'Austria e reggente del Tirolo
- Claudia Gerini, attrice e cantante italiana
- Claudia Koll, attrice italiana
- Claudia Mori, attrice, cantante, produttrice discografica e produttrice televisiva italiana
- Claudia Muzio, soprano italiano
- Claudia Pandolfi, attrice italiana
- Claudia Schiffer, supermodella e attrice tedesca

### Variante Claudie
- Claudie Clèves, attrice francese

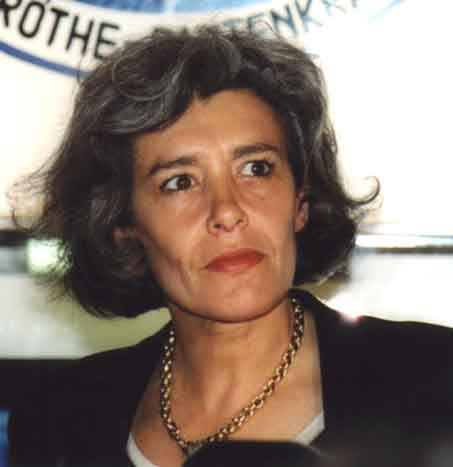
Claudie Haigneré

- Claudie Haigneré, politica e astronauta francese
- Claudie Lange, attrice e modella belga

### Variante Claude
- Claude Farell, attrice austriaca
- Claude Gensac, attrice francese
- Claude Izner, scrittrice francese
- Claude Jade, attrice francese
- Claude Pompidou, first lady francese

### Variante Claudine
- Claudine Auger, attrice francese

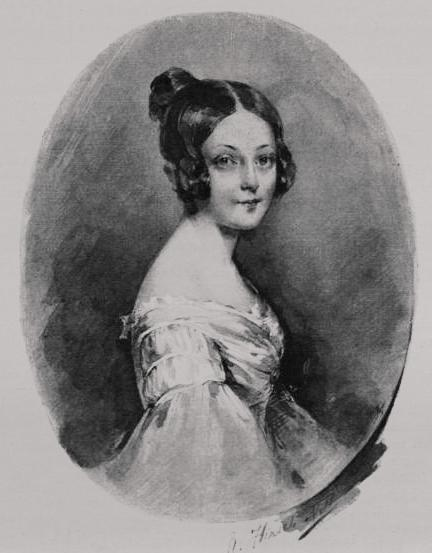
Claudine Rhédey von Kis-Rhéde

- Claudine Guérin de Tencin, nobildonna e scrittrice francese
- Claudine Longet, attrice e cantante francese
- Claudine Monteil, scrittrice e femminista francese
- Claudine Rhédey von Kis-Rhéde, nobile ungherese
- Claudine Rinner, astronoma francese
- Claudine Schaul, tennista lussemburghese
- Claudine Schneider, politica e ambientalista statunitense
- Claudine Thévenet, religiosa francese

### Altre varianti
- Cláudia Abreu, attrice brasiliana
- Klavdija Bojarskich, fondista russa
- Klaudia Jans-Ignacik, tennista polacca
- Klaudia Lukačovičová, cestista slovacca
- Cláudia Raia, attrice, ballerina e cantante brasiliana
- Cláudia Pascoal, cantante portoghese

## Il nome nelle arti
- Claudia è un personaggio della serie di romanzi Cronache del vampiro, scritta da Anne Rice.
- Claudine a scuola (Claudine à l'école) è il primo libro della scrittrice Colette, pubblicato nel 1900, al quale ne seguirono altri tre: Claudine a Parigi (1901), Claudine sposata (1902) e Claudine se ne va (1903).
- Claudia Grant è un personaggio della serie anime Macross.
- Claudia è una canzone di Fabrizio Moro.
- Una ragazza di nome Claudia viene nominata nella canzone Notte prima degli esami di Antonello Venditti.
- Tu la conosci Claudia? è un film di Aldo, Giovanni e Giacomo.
- Claudia è una canzone di Finneas O'Connell.
- Claudia Tiedemann è un personaggio della serie televisiva Dark.